# Dunbarella
Dunbarella is een geslacht van uitgestorven tweekleppigen, dat leefde in het Laat-Carboon.

## Beschrijving
Deze tweekleppige had een platte, mosselachtige schelp met vertakte ribben en flauw zichtbare groeistrepen. De vleugels waren tamelijk goed ontwikkeld. De lengte van de schelp bedroeg circa 2,5 tot vijf centimeter.